# Kartum (film)
Kartum, izvirno Khartoum, je vojni film iz leta 1966. Film govori o obrambi sudanskega glavnega mesta Kartum pod vodstvom britanskega vojskovodje generala Gordona, pred pripadniki Muhammada Ahmada Mahdija. Osrednji vlogi sta odigrala Charlton Heston kot Gordon in Laurence Olivier kot Mahdi. Scenarij je ustvaril Robert Ardrey, režisersko palico pa je prevzel Basil Dearden.
Film je v tehnologiji Ultra Panavision 70 posnel kinematograf Ted Scaife in ga s pomočjo Cinerame predelal na 70 mm trak. Kasneje je scenarij filma v roman predelal britanski pisatelj Alan Caillou.

## Vsebina
Leta 1883 velika in neizkušena četa egipčanskih vojakov pod vodstvom britanskega poveljnika Williama Hicksa (Edward Underdown) prečka sudansko puščavo. Sredi pustinje jo napadejo in povsem povozijo muslimanski zeloti pod vodstvom Muhammada Ahmada »Mahdija« (Laurence Olivier). Mahdi je fanatični sudanski Arabec, ki verjame, da je Mahdi, prerokovan Mohamedov naslednik na Zemlji. Po tem ponižanju je žogica na strani britanske vlade, ki jo vodi neodločni premier William Ewart Gladstone (Ralph Richardson). Gladstone se ne odloči odposlati dodatnih vojaških sil v Kartum, a zato povleče drugačno potezo - v potovanje v Kartum prepriča vojaškega heroja generala Charlesa Gordona (Charlton Heston). Gordonova naloga je, da reši težavno situacijo in obvaruje britanski ugled. Gordon goji do Sudana močne vezi, saj je v preteklosti odpravil suženjstvo v tej državi, zaradi česar ga Sudanci častijo kot boga. Gladstone mu vseeno ne zaupa preveč, saj Gordon slovi kot človek močnih verskih prepričanj, ogromnega zaupanja v lastno presojo in občasnega nespoštovanja ukazov.
Gordonu povedo, da je njegova naloga izpeljati iz Kartuma čete in civiliste in da te njegove naloge britanska vlada ne odobrava, s čimer se je Gladstone zavaroval v primeru Gordonovega neuspeha. Na voljo prav tako dobi malo sredstev in le enega človeka, polkovnika Johna D.H. Stewarta (Richard Johnson). Potem ko neuspešno poskusi na svojo stran pridobiti bivšega vodjo sudanske trgovine s sužnji Zobeirja pašo (Zia Mohyeddin), Gordon in Stewart odpotujeta naprej v Kartum, kjer doživita veličasten sprejem. Že takoj po prihodu izve, da se Mahdijeve čete nahajajo na drugem bregu reke Nil in so tako že zavzele svoje položaje za obleganje mesta. Stewart Gordonu svetuje, da naj ustavi konje in naj ne rešuje Kartuma, saj to ni bila njegova naloga, temveč naj zgolj izpelje prebivalstvo v Egipt.
Gordon se nato po dolgem času zopet sreča s svojim vdanim pomočnikom Kalilom (Johnny Sekka), ki mu izda lokacijo Mahdijevega tabora, kamor se skupaj odpravita. Na srečanju Gordon predlaga evakuacijo Egipčanov iz Kartuma in celotnega Sudana, ki bi ga nato prepustil Mahdiju. Slednji to zavrne, rekoč da govori v imenu preroka Mohameda in da namerava po njegovih napotkih ravnati ter pričeti z vzpostavljanjem novih čistih islamskih naukov. Ne bo se zadovoljil zgolj s Kartumom ali Sudanom, temveč ima v načrtih tudi Egipt. Verjame namreč, da je nasilna osvojitev islamskega sveta nujna za verski in širši družbeni preporod islamskega sveta, ki ga želi tesneje povezati. Odtod povleče tudi primerjavo z Gordonovim preteklim ravnanjem proti trgovcem s sužnji, ki jih je dal ubiti. Med žrtvami je bil tedaj tudi sin Zobeirja paše, ki je Gordona še bolj zasovražil. To je bil tudi eden od poglavitnih vzrokov, zakaj obisk Gordona in Stewarta pri Zobeirju paši ni uspel.
Gordon se tako vrne v Kartum in odločno prične z reševanjem Egipčanov. Doleti ga hladen tuš, saj med pošiljanjem prošnje za pomoč britanski vladi spozna, da so telegrafske linije presekali Mahdijevi pripadniki. Njegov naslednji korak je nabiranje živeža (žita in goveda), ki ga pobere po celotnem področju. Med povratkom v Kartum njegovo karavano presenetijo Mahdijeve čete in razplamti se boj. Gordon je to vnaprej predvidel in karavano okrepil z dodatno obrambo, tako da bitko kljub hudim izgubam obrne v svojo korist. V Kartumu nato prek telegrama izve, da britanska vlada ne verjame resnosti njegovih zahtev in prošenj ter da do nadaljnjega odklanja vsakršno pomoč. Gordon se zatorej odloči v London odposlati Stewarta osebno. Kmalu po Stewartovem odhodu Mahdi zapre poti v mesto ter ga obkoli. Vpad v Kartum mu preprečuje edino visoka gladina Nila, ki otežuje napad.
Na otoku premier Gladstone šele po posvetu s Stewartom in ostalimi pristojnimi sklene v Sudan odposlati okrepitve, ki jih vodi general Garnet Wolseley (Nigel Green). Wolseleyjeva primarna naloga je rešitev Gordona. Ob prihodu v Egipt se Stewart sestane s sirom Evelynom Baringom (Alexander Knox), guvernerjem Egipta. Baring, Wolseley in Stewart se domenijo za načrt, ki ga je predvidel že Gladstone, torej da bo Wolseley z vojsko počasi napredoval in s tem omogočil Gordonu pobeg. Usode Kartuma v načrtu niso predvideli, saj se slednje premierjev ukaz ni dotikal. Gladstone namreč ni želel svojih čet pošiljati v boj in tvegati izgube, tako da je tudi glavnino Wolseleyjeve vojske sestavljala gruča egipčanskih nabornikov. Stewart se nato vrne v Kartum in pri tem prebije Mahdijeve vrste. Gordon mu naloži nalogo, da iz Kartuma z ladjo izpelje Evropejce, diplomate in čim več civilistov ter z njimi poskusi dopluti do Egipta.
Stewartovo ladjo na poti presekajo Mahdijevi privrženci, ki se izkažejo za uspešnejše ter tudi pobijejo vse na krovu. Mahdi nato Gordonu pošlje lažno obvestilo o bližanju britanske vojske, ter se domeni za vnovično srečanje na štiri oči. Gordon v srečanje privoli in Mahdi poda nasvet, da naj odide iz Kartuma ter si reši življenje, saj mu ne želi žalega in do njega kot tekmeca goji globoko spoštovanje. Gordon Mahdija zavrne in se vrne v Kartum. V vmesnem času Wolseley s svojo vojsko uspe napredovati ter odbije nekaj Mahdijevih napadov, a je njegovo napredovanje še vseeno prepočasno. Nilova gladina namreč upade in Mahdi se odloči za popoln napad na mesto Kartum. Kljub krčevitem upiranju domačinov številčno močnejše Mahdijeve vojske ne uspe zaustaviti. Po preboju mestne obrambe se tako boj nadaljuje na ulicah, na katerih imajo veliko privlado Mahdijeve čete. Kmalu se prebijejo tudi do guvernerjeve palače, v kateri se je nahajal Gordon. Slednji ta usodni trenutek sprejme pokončno, predtem se poslovi še od Kalila, in se pogumno postavi na vrh centralnega stopnišča. Mahdijeva vojska za trenutek obstane, saj jo Gordonov pogum osupne. Naposled iz množice nekdo vendarle vrže sulico, ki Gordona zadene v telo in ubije. Boj se nato nadaljuje in Mahdijeva vojska zavzame mesto. Kasneje Mahdiju v tabor na pladnju prinesejo Gordonovo glavo, a Mahdi vzroji, saj si le-tega ni želel. Nekaj mesecev kasneje naravne smrti umre še Mahdi.

## Zgodovinsko ozadje
Film govori o zadnjih mesecih pred britansko izgubo Sudana - teoretično sicer ozemlja pod okriljem britanskega Egipta - januarja 1885. Velika Britanija je Egipt okupirala leta 1883, a ga formalno ni priključila svojemu teritoriju. To je tudi razlog, zakaj je Gordon tehnično »egipčanski« guverner Sudana in zakaj nosi egipčanski fes.
Politično ozadje za kartumsko afero ostajajo nepojasnjene. Film predpostavlja srečanje med britanskim premierom Gladstonom (ki pravilno nosi naprstnik, da prekriva prst, ki ga je izgubil v strelski nesreči še v svoji mladosti) in ostalimi funkcionarji. Gladstone ta sestanek konča, tako da vsem zaukaže, da tega sestanka ni bilo in da mora ostati skrivnost.
Srečanje med Gordonom in Mahdijem v Mahdijevem taboru je plod domišljije (a temelji na predhodnem podobnem srečanju med Gordonom in darfurskimi uporniki iz leta 1878).
Zaključni prizor filma, ko Gordon stoji na stopnišču, preden mu Mahdijevi privrženci poženejo kopje v telo, je pouprizoritev znane slike Georga W. Joya.
Charlton Heston je bil skoraj 30 cm višji od resničnega generala Gordona.
Major Kitchener (Peter Arne), ki je sodeloval pri rešilni odpravi generala Wolseleyja (Nigel Green), je kasneje postal slaven general in je leta 1898 vodil angleško-egipčanski zmagovalni pohod na Sudan. Postal je znan kot kartumski lord Kitchener.

## Igralska zasedba
- Charlton Heston - General Charles Gordon
- Laurence Olivier - Muhammad Ahmad »Mahdi«
- Richard Johnson - polkovnik Stewart
- Ralph Richardson - William Ewart Gladstone, britanski premier
- Alexander Knox - sir Evelyn Baring, britanski vladar Egipta
- Johnny Sekka - Kalil
- Nigel Green - general Wolseley
- Michael Hordern - lord Granville, britanski sekretar za zunanje zadeve
- Peter Arne - major Kitchener
- Hugh Williams - lord Hartington
- Zia Mohyeddin - Zobeir paša
- Ralph Michael - Charles Duke
- Douglas Wilmer - Khalifa Abdullah
- Edward Underdown - William Hicks
- Alan Tilvern - Awaan

## Nagrade
| Nagrada                             | Nominiranec      | Osvojil? |
| ----------------------------------- | ---------------- | -------- |
| Oskar za najboljši izvirni scenarij | Robert Ardrey    | Ne       |
| BAFTA za najboljšega igralca        | Ralph Richardson | Ne       |
| BAFTA za najboljšo umetniško režijo | John Howell      | Ne       |